# Delaware megye (Indiana)
Delaware megye az Amerikai Egyesült Államokban, azon belül Indiana államban található. Megyeszékhelye és legnagyobb városa Muncie. Lakosainak száma 111 903 fő (2020. április 1.). Delaware megye Blackford, Jay, Randolph, Henry, Grant és Madison megyékkel határos.

## Népesség
A megye népességének változása:
| Lakosok száma | 117 672 | 117 804 | 117 423 | 117 484 | 116 852 | 111 903 |
|               | 2010    | 2011    | 2012    | 2013    | 2015    | 2020    |